# Härjevads gamla kyrka
Härjevads gamla kyrka ligger i Fornbyn, Västergötlands museums friluftsmuseum i Skara. Den tjänade som Härjevads sockens kyrka tills den ersattes av en nybyggnad i granit 1915. Den gamla flyttades till Fornbyn 1921.

## Kyrkobyggnaden
Kyrkan i trä uppfördes på 1600-talet och liknar en lång låg stuga. Den hade 1857 fått ett torn, men det togs inte med vid flytten, då man ville återge dess äldsta utseende. Under 1700-talet tillkom sakristian och delar av inredningen. Byggnaden används sommartid för bröllop, musikandakter och andra sammankomster.
Klockstapeln har hämtats från Kärråkra kyrka utanför Ulricehamn. Den medeltida klockan, som är av en äldre senromansk typ, är inköpt från Gösslunda kyrka. Den har två smala skriftband, men är utan inskrifter.

## Inventarier
Flera inventarier följde med vid flyttningen.
- Skulpterad predikstol från 1780 utförd av Johan Flodström från Odensåker socken.
- Korset på altaret, nummertavlan, den större ljuskronan av trä.

I övrigt har inventarierna hämtats ur museets samlingar.

### Orgel
I koret till vänster om altaret står en orgel med två ljudande stämmor, ursprungligen från Mofalla kyrka och byggd 1803. Den skänktes 1934 till museet, där den renoverades av Nordfors & Co.
| Manual       |
| Gedackt 8'   |
| Principal 4' |

## Bilder

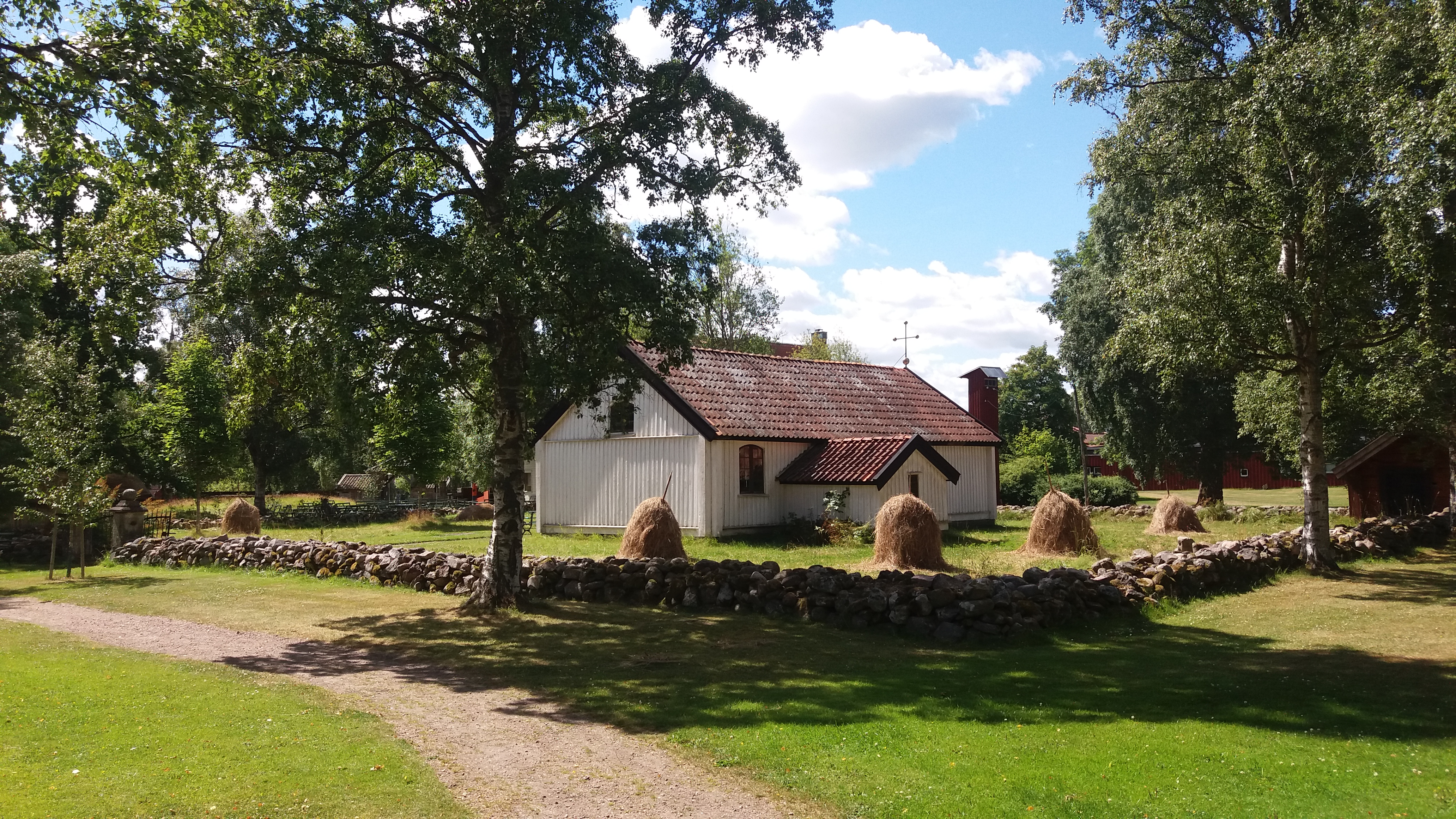
Exteriör
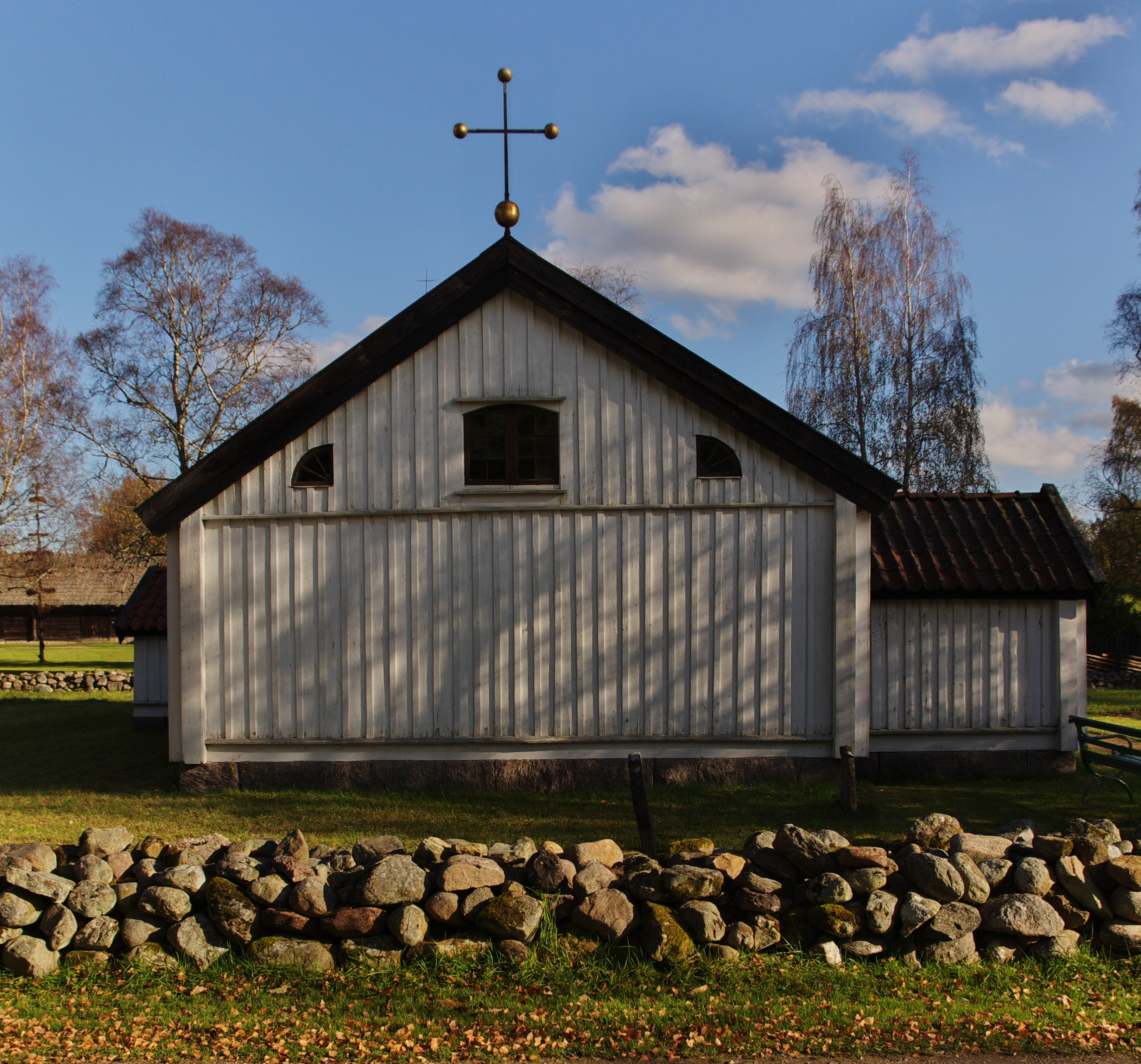
Exteriör
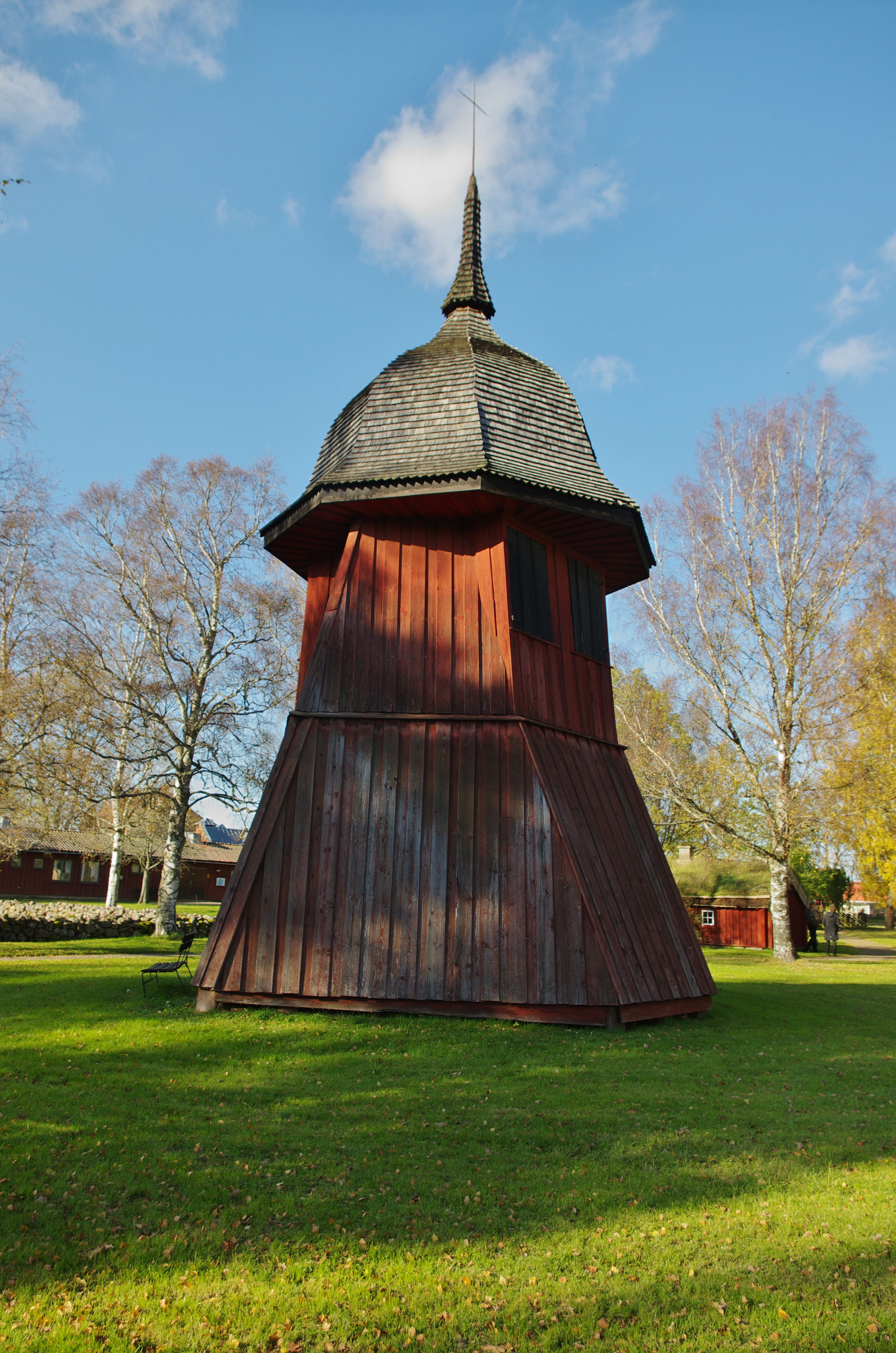
Klockstapeln från Kärråkra kyrka
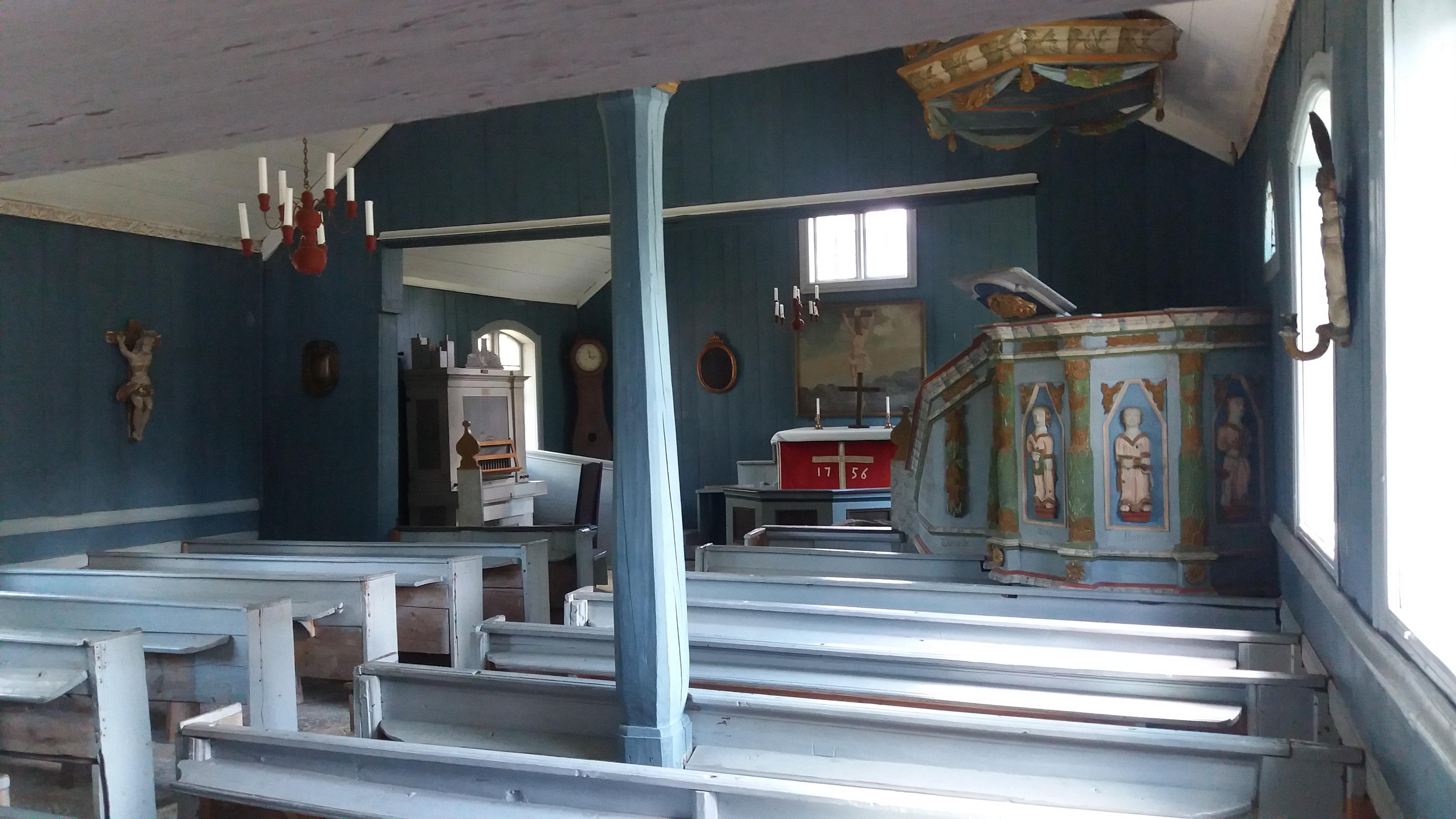
Interiör